# Leptohyphes zalope
Leptohyphes zalope is een haft uit de familie Leptohyphidae. De wetenschappelijke naam van de soort is voor het eerst geldig gepubliceerd in 1958 door Traver.
De soort komt voor in het Nearctisch gebied en het Neotropisch gebied.